# Pain Remains
Pain Remains – czwarty album studyjny amerykańskiego zespołu Lorna Shore wydany 14 października 2022 roku przez wytwórnię Century Media.

## Lista Utworów
Wszystkie utwory zostały stworzone przez Lorna Shore.
1. "Welcome Back, O' Sleeping Dreamer" – 7:21
2. "Into the Earth" – 5:12
3. "Sun//Eater" – 6:10
4. "Cursed to Die" – 4:40
5. "Soulless Existence" – 7:12
6. "Apotheosis" – 4:54
7. "Wrath" – 4:57
8. "Pain Remains I: Dancing Like Flames" – 5:52
9. "Pain Remains II: After All I've Done, I'll Disappear" – 5:36
10. "Pain Remains III: In a Sea of Fire" – 9:12

## Twórcy
Na podstawie materiału źródłowego:
Wykonawcy
- Will Ramos – wokal
- Adam De Micco – gitara prowadząca
- Andrew O'Connor – gitara rytmiczna
- Michael Yager – bass
- Austin Archey – perkusja

Produkcja i wizualizacja
- Josh Schroeder - mix, mastering, produkcja, inżynieria dźwięku